# Leopold Kny
Carl Ignaz Leopold Kny (6 de julio de 1841 - 26 de junio de 1916) fue un botánico alemán, nacido en Breslavia.
Estudió en Breslavia, Múnich y Berlín, donde fue discípulo de Alexander Braun (1805-1877). En 1873 se convirtió en profesor asociado en la Universidad de Berlín, así como el director del instituto recién formado de la fisiología vegetal. Entre sus estudiantes en Berlín estuvo el fisiólogo de plantas Hermann Vöchting (1847-1917).
Fue especialista investigador de la morfología de hongos, criptógamas (musgos, helechos y algas ). Se le recuerda por la producción de Botanische Wandtafeln (Murales de Botánica): serie de 117 cuadros murales botánicos, publicados entre 1874 y 1911. Las tablas de Kny eran conocidas por su alto nivel de detalles, y se utilizaba ampliamente en las aulas después de su muerte. Fueron acompañadas con un libro de texto de 554 pp. con fines explicativos. Hoy en día esos murales se encuentran en varios museos diferentes.

Botanische Wandtafeln
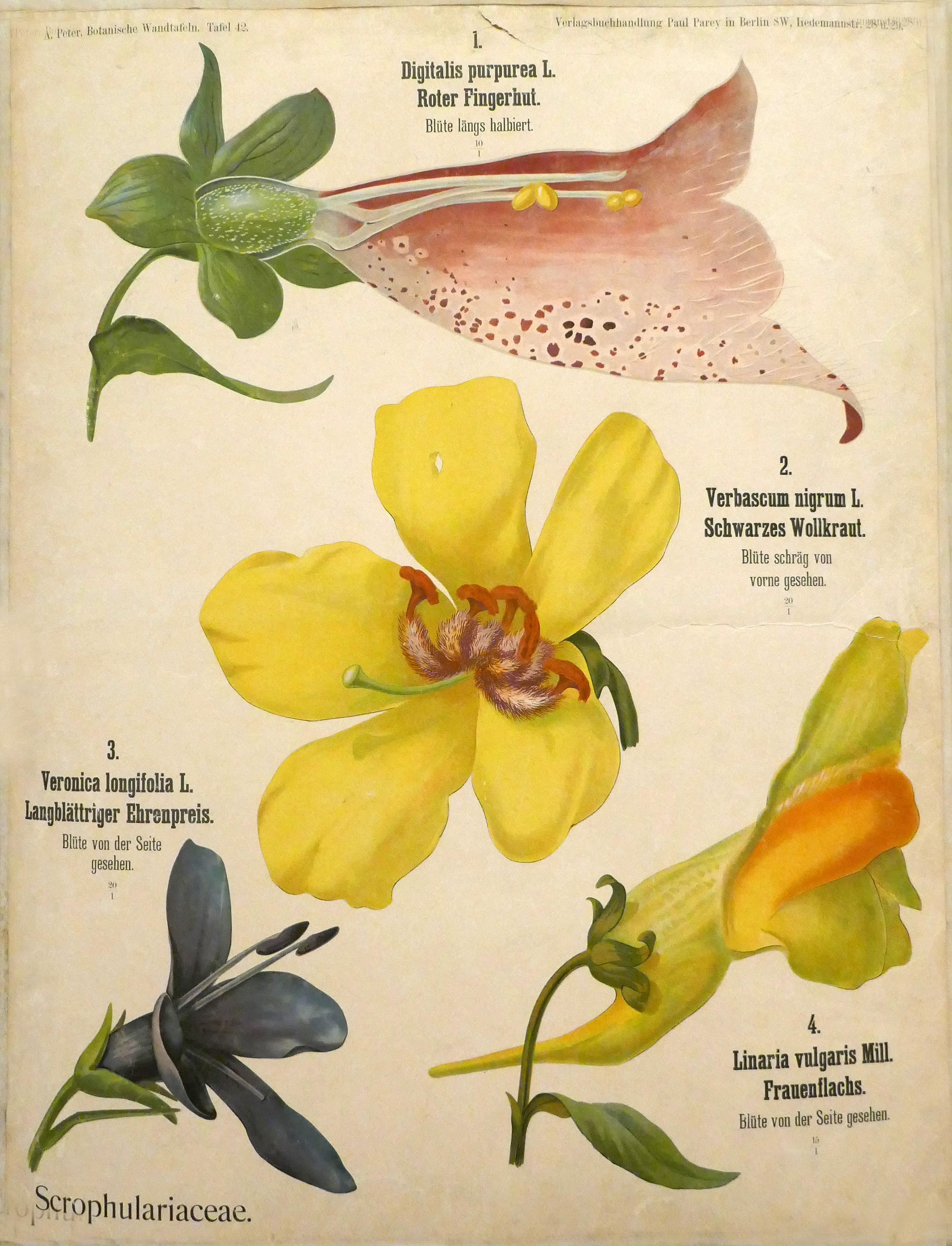
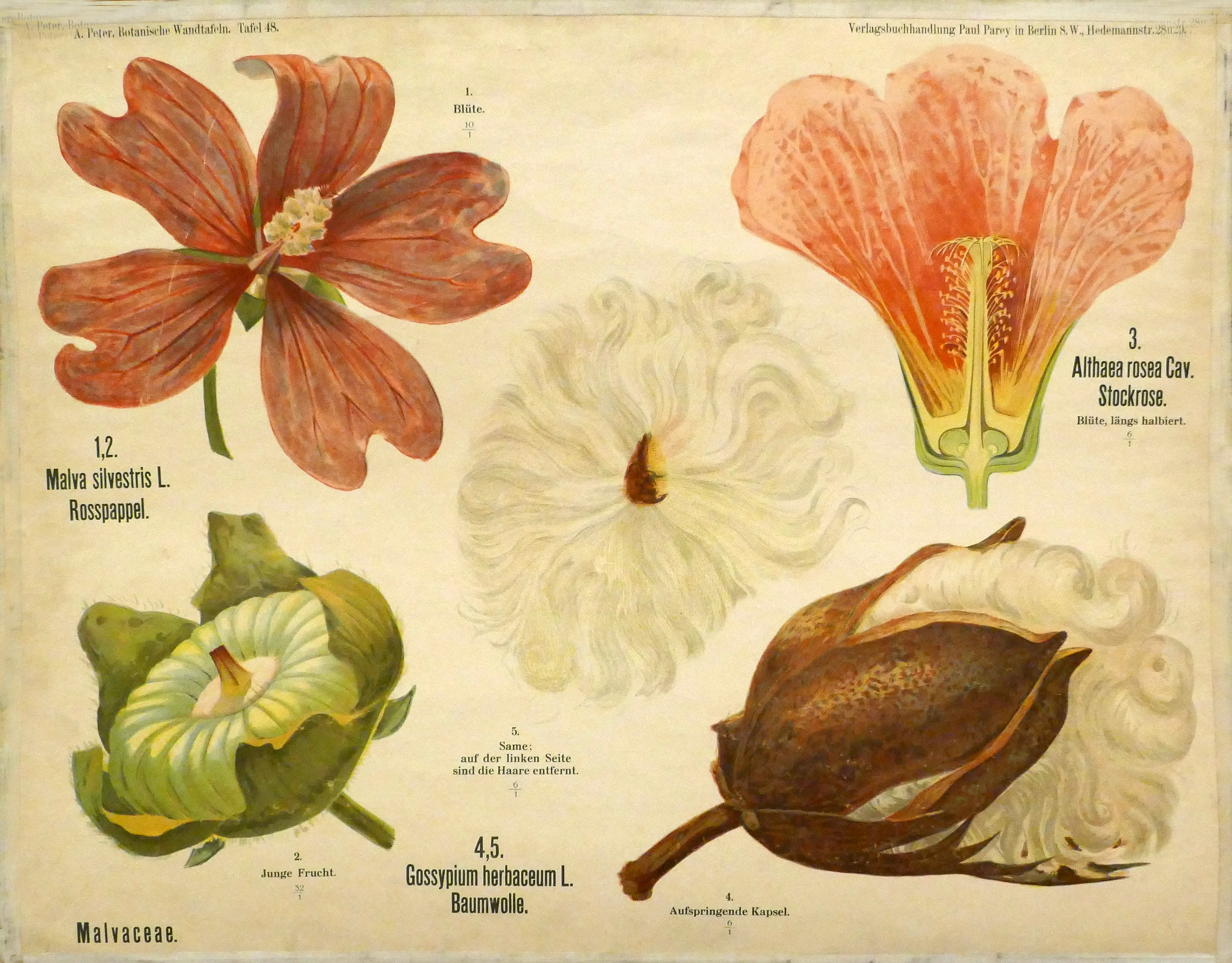

Su hija Hedwig Kny se casó con Erich Klausener el 1 de agosto de 1914, en Düsseldorf.

## Honores

### Eponimia
En 1891 el botánico Otto Kuntze otorgó el nombre del género Knyaria en su honor.
- La abreviatura «Kny» se emplea para indicar a Leopold Kny como autoridad en la descripción y clasificación científica de los vegetales.[3]